# 渡辺三千彦
渡辺 三千彦（わたなべ みちひこ、1958年3月16日 - ）は、KRY山口放送所属のアナウンサー。

## 略歴・人物
山口県出身。高水高等学校卒業。立命館大学産業社会学部卒業。
1981年にKRY山口放送に入社。入社以来主にラジオ番組を中心に担当している。
特に金・土・日曜の番組の担当が多く、『週末の声』として親しまれている。ロックへの造詣も深く、音楽番組の担当も多い。かつては山根由紀夫とのコンビで、テレビ・ラジオ両方で放送されたロック専門番組『金夜はロック座』を担当し、同番組の流れをくむラジオ番組『JUNKY STREET』を担当していた。
大の広島東洋カープファンであり、番組内でしばしば言及される。野球ファンとしても知られるタレントの松村邦洋と親交があり、全国ラジオで度々渡辺との交流を話していた。
かつてKRYのアナウンサーページの日記は、アナウンサーの中では更新率、他のアナウンサーを撮影し自分のブログに載せている頻度がKRYのアナウンサー中では1番高い。また、他のアナウンサーのブログ内の写真にもしばしば写りこんでいた。担当のラジオ番組の中でこれを明かしているが、曰く、それが渡辺のユニークさ、というものらしい。
実家は代々神主の家系である。
音楽好きが高じて、自らもバンドでギターを担当する。
参加バンドは「田中パラダイス」「PINK FLOHYLD」（PINK FLOYDトリビュートバンド）

## 出演

### 現在の担当番組
テレビ
- KRYニュース

ラジオ
- お昼はZETTAI！ラジTIME！（金曜 12:00 - 16:00）
- ラジKING GOLD（土曜 16:00 - 16:55）

### 過去の担当番組
テレビ
- KRY テレビ夕刊
- 金夜はロック座（1994.5 - 1997.3、2000.4 - 2003.10 ラジオでも放送）
- みんなの中にKRY（毎月最終日曜日）

ラジオ
- DO! ASA（土曜 9:00 - 12:00）
- あんたのんたの昼からワイド
- Swing Saturday ねぎって行こう!（土曜 16:00 - 16:55）
急逝した井上雪彦に代わり2006年8月26日から2代目としてメインを務めていた
- 週刊サタデーストリーム
- KRYわくわくワイド“ひるらじ”
- JUNKY STREET（日曜 16:00 - 17:00）
- 局名告知